# Ramaria polypus
Ramaria polypus är en svampart som beskrevs av Corner 1950. Ramaria polypus ingår i släktet Ramaria och familjen Gomphaceae.   Inga underarter finns listade i Catalogue of Life.